# Terrain Errazi
Terrain Errazi – stadion w Maroku, w Berrechidzie, na którym gra Jeunesse Sportive de Soualem. Mieści 2000 widzów, znajduje się przy Rue Errazi 5. Jego nawierzchnia jest sztuczna. Ponadto posiada oświetlenie.